# Кайраккумская ГЭС
Кайраккумская ГЭС (Кайрак-Кумская ГЭС, ГЭС «Дружба народов») — гидроэлектростанция в Таджикистане на реке Сырдарья, в городе Гулистон (до 2015 года — город Кайраккум, отсюда и название ГЭС и водохранилища), Согдийской области. Входит в Нарын-Сырдарьинский каскад ГЭС, помимо выработки электроэнергии играет важную роль в обеспечении орошения. Собственник станции — ОАХК «Барки Точик».

## Конструкция станции
Кайраккумская ГЭС представляет собой низконапорную плотинную русловую гидроэлектростанцию со зданием ГЭС, совмещённым с водосбросыми сооружениями. Установленная мощность электростанции — 126 МВт, проектная среднегодовая выработка электроэнергии — 688 млн кВт·ч. Сооружения станции включают в себя:
- намывную грунтовую плотину длиной 1200 м и максимальной высотой 28 м;
- здание ГЭС, совмещённое с поверхностными водосбросами, длиной 130 м. Водосбросы расположены над гидроагрегатами, включают в себя шесть пролётов шириной по 12 м, перекрываемых плоскими затворами. Общая пропускная способность водосбросов — 3960 м³/с.

В здании ГЭС расположены шесть вертикальных гидроагрегатов мощностью по 21 МВт, оборудованных поворотно-лопастными турбинами ПЛ-495-ВБ-500, работающими на расчётном напоре 15 м. Турбины приводят в действие генераторы ВТС-700/100-48. Производитель турбин — завод «Тяжмаш», генераторов — завод «Уралэлектроаппарат». С генераторов электроэнергия подается на две группы однофазных трансформаторов, а с них — на открытые распределительные устройства (ОРУ) напряжением 110 и 220 кВ и далее в энергосистему.
Подпорные сооружения станции образуют крупное Кайраккумское водохранилище. Площадь водохранилища при нормальном подпорном уровне 513 км², длина 55 км, максимальная ширина 20 км, средняя глубина 8,1 м, наибольшая — 25 м. Проектные полная и полезная ёмкость водохранилища составляет 4,0 и 2,7 км³ соответственно, что позволяет осуществлять сезонное регулирование стока. За время эксплуатации в водохранилище отложилось большое количество наносов, его полный объём сократился до 3 км³, полезный — до 2,3 км³. Отметка нормального подпорного уровня водохранилища составляет 347 м над уровнем моря (по Балтийской системе высот), форсированного подпорного уровня — 347,5 м, уровня мёртвого объёма — 340,6 м.

## История строительства и эксплуатации
Проектирование Кайраккумской ГЭС началось в 1940-х годах, строительство — в 1951 году. Гидроагрегаты станции были введены в эксплуатацию в 1956—1957 годах.
Кайраккумская ГЭС строилась в энергетических и ирригационных целях, но в связи с дефицитом электроэнергии в зимний период, станция зимой и весной работает в энергетическом режиме, а летом и осенью в ирригационном. По состоянию на 2008 год на долю Кайраккумской ГЭС приходилось 7 % электроэнергии, вырабатываемой в Таджикистане.
Оборудование станции устарело, требует замены и модернизации. В 2019 году с компанией GE Renewable Energy был заключен договор, предусматривающий замену к 2023 году всех гидроагрегатов станции, что позволит увеличить мощность каждого гидроагрегата до 29 МВт, а мощность всей станции — до 174 МВт. По состоянию на сентябрь 2024 года были заменены четыре гидроагрегата, завершение всех работ планировалось в 2026 году.